# Нодія Василь Георгійович
Василь Георгійович Нодія (груз. ვასილ გიორგის ძე ნოდია, 1891-1924) — грузинський політик, член Установчих зборів Грузії.

## Біографія
Народився 1891 року в Поті. Закінчив Потіську громадянську двокласну школу.
З 1905 року був членом фракції меншовиків у Російській соціал-демократичній робітничій партії (РСДРП).
У 1912 році був призваний до армії, де проходив службу в медичній частині. У 1914 році, після початку Першої світової війни, був відправлений на австрійський фронт, потрапив у полон, де провів два роки.
12 березня 1919 року був обраний до Установчих зборів Грузії за списком Соціал-демократичної партії Грузії, член судового, трудового та громадського комітетів.
У 1921 році, після радянської окупації Грузії, увійшов до Комітету незалежності. У 1924 році виїхав до Парижа з емігрантським урядом Грузії, щоб узгодити план боротьби з більшовицьким режимом. Нелегально повернувся до Грузії.
Заарештований за кілька тижнів до початку антирадянського повстання в Грузії у 1924 році та поміщений до ізолятора Суздаля. У 1924 році застрелений під час етапування із Суздаля в невстановлене місце. Місце поховання невідоме.